# Andrea Occhipinti
Andrea Occhipinti, född 12 september 1957 i Rom, är en italiensk skådespelare och filmproducent.

## Roller i urval
- 1982 – The New York Ripper
- 1984 – Bolero
- 1987 – Familjen
- 1996 – Il cielo è sempre più blu
- 2004 – Gråta med ett leende

## Producent i urval
- 2008 – Il divo
- 2009 – Antichrist
- 2009 – Det vita bandet
- 2011 – Pojken med cykeln
- 2011 – This Must Be the Place